# Телур (мінерал)
Телур (мінерал) - назва ряду мінералів, що містять телур. 
Розрізняють: 
- телур білий (сильваніт),
- телурбісмут (телуробісмутит),
- телур графічний (сильваніт),
- телур жовтий (сильваніт),
- телур золотистий (сильваніт),
- телур листуватий (нагіагіт);
- телур-нікель (мелоніт2);
- телур письмовий (застаріла назва сильваніту1);
- телур самородний;
- телур селенистий (різновид телуру, який містить до 30 % Se);
- телур чорний (нагіагіт).